# 橘えみり
橘 えみり（たちばな えみり、12月21日 - ）は日本の女性声優。埼玉県出身。身長160cm。

## 来歴
アミューズメントメディア総合学院声優タレント科専科を2014年に卒業し、卒業後は81プロデュースの研究生となった。
2015年から81プロデュースでジュニア所属となるが、2016年3月31日に退所し、フリー期間を経て、同年6月1日にスワロウへ移籍した。2021年3月末をもって退所。
デビュー当時の芸名は「英 えみり（はなぶさ えみり）」だったが、スワロウへ移籍の際に現在の名前に変更した。
現在は声優・ナレーション業とともに韓国コスメを紹介するYouTuber、パーソナルカラーアナリスト、顔タイプアドバイザーとしての活動を主としている。

## 人物
趣味は占い。特技はダンス。
仲の良い声優は、同じ事務所の遠藤ゆりか、加地綾乃、花守ゆみりと前の事務所の時に仲良くなった、田中美海と芹澤優、高柳知葉がいる。
本人の部屋には、大量のマイメロディグッズがある。
小さい頃にミュージカルの経験がある。
家族では、妹と弟と犬がいる。
冷やし中華が好物。

## 出演

### テレビアニメ
2015年
- プリ♡パラ（チャルル、女の子）
- Dance with Devils（客）
- 探偵チームKZ事件ノート（女子生徒B、女の子）

2017年
- カブキブ!（女子生徒、演劇部副部長）
- つぐもも（2017年 - 2020年、伊良波いすず） - 2シリーズ
- 信長の忍び（侍女）

2018年
- Cutie Honey Universe（ブリ、女生徒、Re:カッタークロー）
- 少女☆歌劇 レヴュースタァライト（遠藤郁美、クラスメイト、生徒、B組美術）
- 色づく世界の明日から（川合苺花）

2019年
- ブギーポップは笑わない（女生徒、端末、少女、見物客）
- 臨死!!江古田ちゃん（客C）

2021年
- オッドタクシー（ファン）

### 劇場アニメ
- 怪獣娘（黒）〜ウルトラ怪獣擬人化計画〜（2018年、さつきの同級生）
- 少女☆歌劇 レヴュースタァライト ロンド・ロンド・ロンド（2020年、B組美術）
- 映画 オッドタクシー イン・ザ・ウッズ（2022年）

### ゲーム
2015年
- 幻獣姫（マルティエル）
- 魂の交渉屋とボクの物語（カリン）
- 刻のイシュタリア（ケットシー、トヨタマヒメ）

2016年
- Age of Ishtaria（Nier、Kushiel）
- クイズRPG 魔法使いと黒猫のウィズ（フィオナ・カリーナ、アイシャ・ミエヴィル）
- 新約アルカナスレイヤー（朱雀、アイドルヒーラーメルディ、鬼の巫女スズシロ、お嬢様騎士パトリシア）
- ワールドチェイン（ベル・スター）

### ドラマCD
- ノベル＆ドラマCDブック『愛を叫べ!怪獣娘!?』〜ウルトラ怪獣擬人化計画〜（2018年、クラスメイト）

### テレビ
- 松原タニシのホラー学〜創造するコワイ世界〜（2019年、日テレプラス）ナレーション [26]

### ラジオ
- 週刊ちょっと怖い話（2016年、楽天FM）[27]

### その他コンテンツ
- 花にけだもの（2016年、ムービーコミック）[28]
- ゆゆスク!

## ディスコグラフィ
| 発売日         | 商品名                                           | 歌                                                                       | 楽曲             | 備考                                    |
| -------------- | ------------------------------------------------ | ------------------------------------------------------------------------ | ---------------- | --------------------------------------- |
| 2015年12月25日 | ミュージカルコレクション「Dance with Destinies」 | 伊東健人、武内駿輔、中島ヨシキ、長谷徳人、永田優美、仲村美沙希、英えみり | 「夜は明けない」 | テレビアニメ『Dance with Devils』挿入歌 |